# Crateús
Crateús (AFI: /cɾɐˈtħeus/) es un municipio brasileño y una de las ciudades más importantes y antiguas del estado de Ceará, localizada a orillas del río Potí.
Se ha destacado tradicionalmente por la comercialización de produtos rurales, provenientes de la agricultura familiar, especialmente de maíz y rijo, producidos en el piedemonte de los ricos valles de la región, geográficamente cortada por el río Potí y por la Serra Grande. Además es un productor de agrocombustibles.

## Historia
La región era habitadas por los indígenas Karatis, antes de la llegada de los portugueses y bandeirantes en el siglo XVII.
En 1721 la posesión del valle de Crateús fue comprada por D. Ávila Pereira Passos, como hacienda Lagoa das Almas, 18 kilómetros al sudoeste de la villa Príncipe Imperial, (hoy ciudad de Crateús), en la margen izquierda del Riacho do Gado, que desagua en el río Potí. La villa piauiense de Piranhas se destacó como puesto comercial, comunicando a Ceará con Piauí. La villa Príncipe Imperial formó parte de Piauí hasta 1880, cuando fue anexada a Ceará.
Con la expansão del Ferrocarril de Sobral, en 1911 las tierras de Crateús fueron atravesadas por la línea férrea y en 1912, dos estaciones de tren fueron construidas en el municipio. En 1916 fueron construidas otras.
Crateús creció como centro urbano y comercial en el cual diversos grupos étnicos están presentes, tanto etnias indígenas (Tabajara, Potyguara, Calabaza, Kariri, Tupinambá) como descendientes africanos de los quilombos.